# Edward Kaźmierski

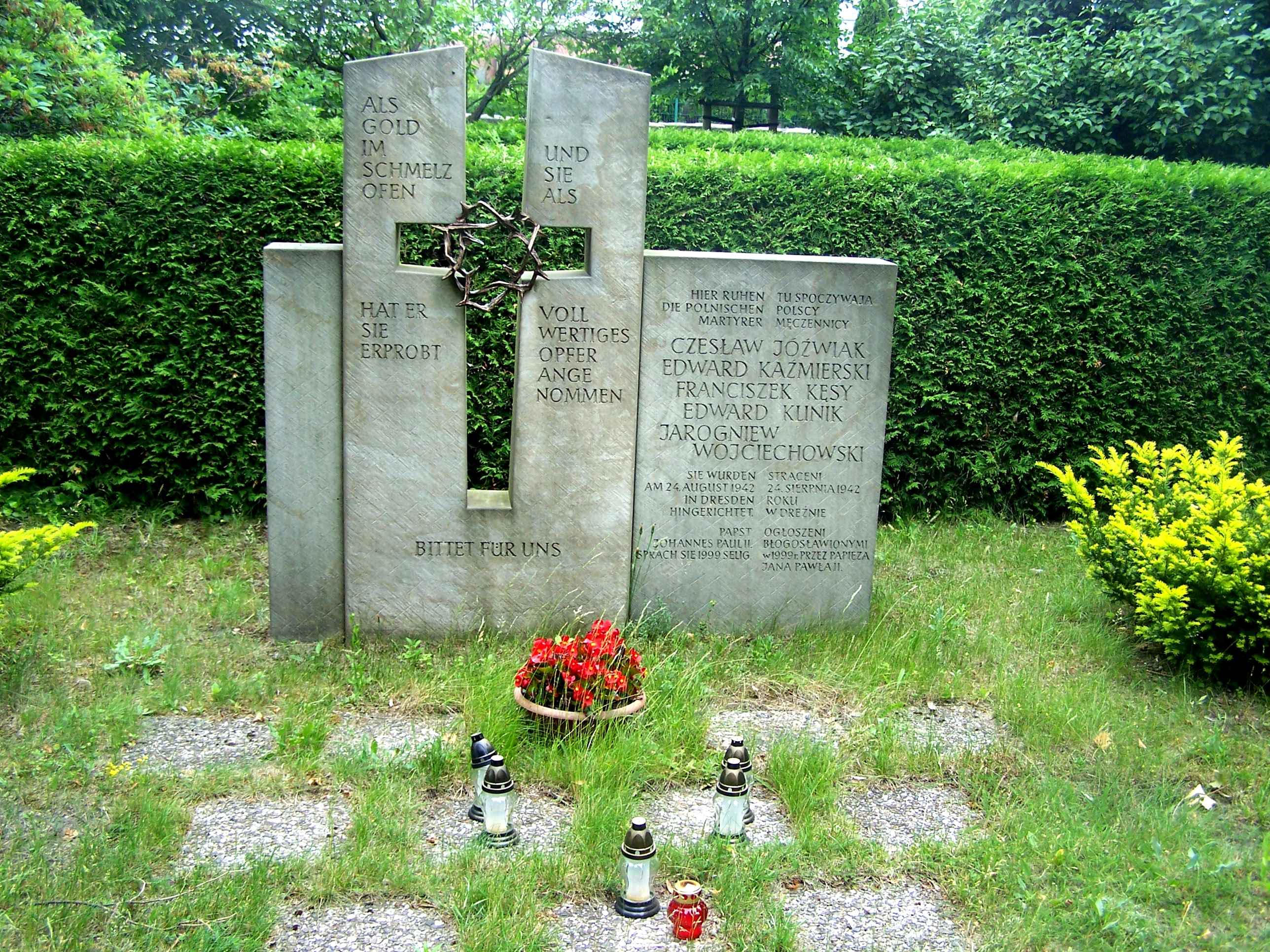
Miejsce spoczynku Poznańskiej Piątki

Edward Kaźmierski (ur. 1 października 1919 w Poznaniu, zm. 24 sierpnia 1942 w Dreźnie) – wychowanek Salezjańskiego Oratorium w Poznaniu przy ul. Wronieckiej 9. Męczennik II wojny światowej oraz jeden z piątki błogosławionych wychowanków salezjańskich z Poznania.

## Życiorys
Syn Wincentego i Władysławy z domu Kaźmierczak był jednym z szóstki rodzeństwa (z których dwójka przedwcześnie zmarła). Gdy miał cztery lat umarł mu ojciec. Mając 17 lat przerwał naukę i podjął pracę jako "chłopiec na posyłki" w sklepie dekoracyjnym. Dzięki pomocy ks. Władysława Bartonia SDB zatrudniony został następnie jako pomocnik w warsztacie samochodowym, gdzie przyuczał się do zawodu ślusarsko-mechanicznego. Brał również udział w przedstawieniach oratoryjnych, grał na fortepianie i skrzypcach, komponował i śpiewał w chórze, tam też zetknął się ze Stefanem Stuligroszem. Przed wybuchem wojny, wraz z Czesławem Jóźwiakiem odbył pieszą pielgrzymkę na Jasną Górę.
We wrześniu 1939 r. zgłosił się na ochotnika do wojska, ze względu na szybką klęskę kampanii wrześniowej nie został do niego wcielony. Wstąpił do konspiracyjnej organizacji niepodległościowej Wojsko Ochotnicze Ziem Zachodnich. Aresztowany został przez Gestapo 23 września 1940, torturowany, przeszedł przez więzienia na ulicy Młyńskiej i w Forcie nr VII. Następnie 16 listopada 1940 osadzono go w więzieniu we Wronkach, a 23 kwietnia 1941 w więzieniu Berlin-Spandau jako oskarżonego o zdradę stanu (niem.: Hochverrat). Skazany na śmierć przez zgilotynowanie dnia 1 sierpnia 1942. Wyrok wykonano 24 sierpnia tegoż roku o godzinie 20:40 w więzieniu w Dreźnie. 
W liście z więzienia w maju 1942 roku m.in. pisał:

Jakaż to siła, ta nasza wiara. Są także tacy tutaj, którzy w nic nie wierzą. Jaka dla nich straszna ta niewola. Słychać tam tylko przekleństwa i złorzeczenia. A u tych, co mają silną wiarę spokój, a zamiast przekleństw sama radość. Duch mój jest silny i coraz silniejszy się staje. Nic go już nie załamie, bo go Bóg umocnił. Jestem na wszystko przygotowany, bo wiem, że wszystkim Bóg kieruje, dlatego we wszystkim widzę niepojęte myśli Boże.

Na podstawie zapisków w jego pamiętniku wiadomo, że nigdy nie chciał być księdzem.
Został beatyfikowany przez papieża Jana Pawła II w 1999 w grupie 108 błogosławionych męczenników. Jego wspomnienie obchodzi się 24 sierpnia.